# Восстание большевиков в Омске 22 декабря 1918
Восстание большевиков в Омске было поднято в ночь с 22 на 23 декабря 1918 года и подавлено белогвардейскими войсками на следующий же день.

## Подготовка восстания и планы сторон
Большевистское восстание, согласно планам красных, должно было начаться в столице Белой России Омске и превратиться в общесибирское. Восстание стало результатом выполнения решений I и II Сибирских областных партийных большевистских конференций, прошедших в Томске соответственно 18 августа 1918 года и 23 ноября 1918 года.
Готовило вооружённое восстание так называемое Сибирское бюро при 5-й красной армии. Подготовка подпольщиками велась тщательным образом, в планы входил захват резиденции Верховного правителя, комендатуры, Главного штаба, телеграфа, радиостанции, вокзала, тюрьмы (где находилось много большевиков), оружейного склада и лагеря, где находились пленные красноармейцы. Сибирское бюро переправляло через фронт агентов, оружие, деньги. Всего в тыл белых было заслано почти 180 человек, им же передано на цели организации восстания 10 миллионов рублей.
В Омск нелегально прибыли А. Е. Нейбут, А. А. Масленников, М. М. Рабинович, П. А. Вавилов из Сибирского областного комитета РКП(б). Подготавливал восстание специально созданный военно-революционный штаб, возглавляемый П. А. Вавиловым, при котором были созданы несколько отделений: информационно-разведывательное, организационно-пропагандистское, мобилизационно-оперативное, подрывной отряд и Красный Крест. Организаторы восстания разбили город на 4 района, в каждом из которых действовал свой штаб.
Агитируя 9 тыс. новобранцев гарнизона, большевики рассчитывали на выступление 5 тыс. из них.
С правительственными органами сотрудничала жена Лыкова, одного из подпольщиков. Работавшая прачкой женщина похитила у большевиков документы, в которых поименно указывалась вся революционная организация, и спрятала их в своей корзине, но передать властям не успела, будучи убитой мужем. В советской печати это преподносилось как «классовая борьба за идеалы революции», несмотря на то, что в роли «классового врага» в данном случае выступала обычная прачка.
Тем не менее, контрразведка белых была осведомлена о подготовке восстания и накануне приняла своевременные меры, арестовав штаб заговорщиков, явочную квартиру со складом оружия и группу втянутых в заговор рабочих. Арестован был 81 человек, посвящённый в подготовку бунта. Были подтянуты 1½ тыс. бойцов надёжных частей.
А. В. Колчак в это время тяжело болел, кризис пришёлся на третью декаду декабря, адмирал с трудом мог говорить и почти не вставал с кровати. В Омске начали распространяться слухи о возможной смене верховного правителя.

## Ход восстания
Из-за произошедших упреждающих арестов большевики решили отложить восстание, однако не успели предупредить всех своих соучастников.
В ночь на 22 декабря взбунтовались 2 роты гарнизона Омска. Рабочие из предместья Куломзино захватили станцию, разоружили милицию и батальон карпаторуссов, послали отряды для подрыва железной дороги. К ним присоединилась полурота охраны моста через Иртыш и русские военнопленные, возвращавшиеся из Германии. Восставшие разоружили казачью сотню, захватили тюрьму и объявили, что все политические заключённые свободны. Арестанты-большевики сразу примкнули к восставшим, а эсеры и меньшевики сомневались, стоит ли это делать, однако освободители дали им понять, что свобода — дар бесценный, и арестантам волей-неволей пришлось выбираться из тёплой тюрьмы на декабрьский мороз. А в самом Омске мятеж завершился неудачной атакой большевиков на лагерь военнопленных. Уже утром правительственные войска заняли тюрьму.
Наибольший масштаб восстание приобрело за рекой Иртыш, в пригороде Омска Куломзино, где изгнанные из Омска повстанцы и местные рабочие разоружили дорожную милицию, захватили станцию, вокзал и посёлок. Подошедшие к утру из Омска войска с пулемётами и артиллерией загнали отчаянно сопротивлявшихся большевиков в депо, где им пришлось сдаться и сложить оружие. К вечеру восстание было полностью подавлено.
Всего на стороне красных выступило 500—600 человек.
Солдаты правительственных войск, плохо одетые и озлобленные тем, что им пришлось долго стынуть на морозе, начали вымещать злобу на пленных, и командирам с трудом удалось остановить расправы. Был создан военно-полевой суд.
В ходе подавления восстания было убито в боях 250 восставших, по приговору военно-полевого суда было расстреляно ещё 170, оправдано 24 человека.
В приказе Верховного правителя № 152, опубликованном в официозе «Русская армия» за 24 декабря 1918 года, говорилось:
«В ночь на 22 декабря [1918 года] изменники России, пользуясь провокацией, освободили из тюрьмы часть арестованных и пытались вызвать беспорядки в городе, в войсках и на железной дороге. Частями омского гарнизона банды преступников были уничтожены. 1. Благодарю начальников, офицеров, солдат и казаков частей гарнизона, вызывавшихся по тревоге для восстановления порядка, за их высокое понимание долга солдата, за их любовь к родной измученной стране за их труды. 2. Всех принявших участие в беспорядках или причастных к ним — предать военно-полевому суду. Приказ этот прочесть во всех ротах, батареях, сотнях, эскадронах и командах. Подпись: адмирал Колчак».

## Ночные расстрелы
22 декабря Верховный правитель издал приказ, в котором войскам, подавлявшим восстание, объявлялась благодарность, а тех, кто участвовал в мятеже предписывалось предать военно-полевому суду. В этот же день в тюрьму прибыл прокурор, который вёл дело об арестованных в Уфе деятелях, и собирался их выпустить на свободу как невиновных. Однако ночью их всех уже успели «освободить» мятежники.
В соответствии с расклеенным на улицах приказом начальника омского гарнизона генерала В. В. Бржезовского некоторые из покинувших тюрьму вернулись в неё. Кто-то был задержан на улице и также доставлен в тюрьму.
Вечером 22 декабря был организован военно-полевой суд, председателем которого был назначен генерал В. Д. Иванов.
В 3 часа ночи на 23 декабря в тюрьму прибыли поручики Череченко и Барташёвский, и потребовали выдать им матроса Бачурина (красного командира), Винтера (коменданта тюрьмы при большевиках) и Е. Маевского (В. А. Гутовского) — известного петербургского журналиста, меньшевика, редактора челябинской газеты «Власть народа», а также большевиков Руденко, Фатеева и Жарова. Только назначенный и не знакомый с формальностями комендант тюрьмы выдал пришедшим всех шестерых, взяв только расписку с Барташевского. Еще через час с сильным конвоем в тюрьму явился начальник унтер-офицерской школы капитан П. М. Рубцов, потребовавший выдачи известного меньшевика И. И. Кириенко и видного эсера И. И. Девятова. Вместе с партией арестованных днём участников восстания из 44 человек, подошедших вскоре к тюрьме, эти двое были по приказу Рубцова уведены одним из офицеров, вернувшимся потом в тюрьму и доложившем об исполнении приказа. Вскоре вновь появился Барташевский и потребовал Девятова, Кириенко и большевика К. А. Попова. После того, как комендант ему объяснил, что первых двоих уже увели, а Попов лежит больной тифом, поручик предпочёл не общаться с больным и по списку заключённых выбрал Фомина, Брудерера, Марковецкого, Барсова, Сарова, Локтева, Лиссау и фон Мекка. Никто из уведённых ночью из тюрьмы военными в неё впоследствии не вернулся.
На следующий день начали волноваться родственники исчезнувших людей. Жена Н. В. Фомина через министра юстиции сумела довести информацию о случившемся до сведения самого Верховного правителя. Колчак затребовал у председателя суда личные дела, и когда из суда поступил ответ о том, что дела в суд ещё не поступали, стало ясно, что люди уже погибли. По приказу Верховного правителя военным прокурором было начато дознание и начато следствие прокурором Омского окружного суда. А. В. Колчак лично отправил записку начальнику гарнизона Бржезовскому оказать максимальную помощь Фоминой в розыске тела её мужа.
На похоронах найденного на левом берегу Иртыша в числе десяти убитых Фомина присутствовал представитель от Верховного правителя, сами похороны проходили открыто и были многолюдными.
В феврале 2020 года в ходе краеведческого лектория по теме «100-летняя годовщина гибели адмирала Колчака и задачи омского краеведения в изучении истории Гражданской войны: к постановке вопроса» современный историк д.и.н. П. П. Вибе обратил внимание на выявленный ряд умалчиваний советских историков, над которыми довлела официальная партийно-государственная доктрина, как пример, указав на сборник документов, изданный омскими архивистами в 1952 году, в котором полугодовалый период из истории Гражданской войны, включавший ключевые события в Омске —— переворот 18 ноября 1918 года и приход к власти адмирала Колчака, восстание 22 декабря 1918 года — были просто опущены и никак документально не представлены, не было даже воспоминаний участников восстания. Как сказал историк, это не позволяло в советское время представить полную картину и дать объективную оценку событиям 22 декабря 1918 года в Омске; такая возможность появилась лишь на рубеже XX—XXI веков. Задаваясь вопросом «Что и по какой причине хотели скрыть составители сборника?», П. П. Вибе приходит к выводу о необходимости переосмысления роли лидеров вооруженного восстания в Омске 22 декабря 1918 года и установки объективной правовой оценки их необдуманным и поспешным экстремистским действиям, приведшим к печально-закономерным в условиях Гражданской войны массовым репрессиям.

## Причины провала восстания большевиков
Большевики были разбиты не только из-за путаницы с отменой восстания, но и из-за неучастия большинства солдат в выступлении. Лагерь же 11 тыс. пленных венгров, на которых также делали ставку большевики, был вовремя занят чехами. Само выступление было подготовлено большевиками плохо, и они вели своих сторонников по сути на верную гибель. При этом для самих себя на случай провала организаторы заранее подготовили пути отступления и подпольные квартиры, спланировав в случае поражения спасаться у тарских партизан или в районе Кузбасса. Поэтому никто из руководителей восстания — Масленников, Нейбут, Рабинович, Эдмунд Радо, Поворотников, Кринкин — арестованы не были и репрессий избежали.

## Расследование расстрелов
14 января 1919 года постановлением Совета министров была образована Чрезвычайная следственная комиссия во главе с сенатором А. К. Висковатым, который отыскал и допросил многих лиц, даже пытавшегося укрыться у атамана Анненкова в Семиречье поручика Барташевского. Ему, а также Черченко было предъявлено официальное обвинение. Однако работа следственной комиссии не дала результатов, и не добралась до Матовского, Бржезовского и Бобова. А. В. Колчак оценивал это обстоятельство как следствие недостатков судебной власти Российского государства.

…Это был акт, направленный против меня, совершённый такими кругами, которые меня начали обвинять в том, что я вхожу в соглашение с социалистическими группами. Я считал, что это было сделано для дискредитирования моей власти перед иностранцами и перед теми кругами, которые мне незадолго до этого выражали и обещали помощь— А. В. Колчак
По одной из версий, к которой склонялись министры Серебренников и Старынкевич, считалось, что расправы были организованы Ивановым-Риновым, имевшим свои счёты с А. В. Колчаком, занявшим его место военного министра Директории. Историк П. Н. Зырянов считает участие во всех событиях ночи с 22 на 23 декабря конвоя из отряда Красильникова косвенным доказательством причастности Иванова-Ринова.
Возможным, по мнению историка, было и участие Лебедева, который мог таким образом пытаться отпугнуть социалистов от Колчака, но, как недальновидный и неопытный политик, не подумал о том ударе по авторитету А. В. Колчака, который автоматически наносился этой акцией. К нему и Матковскому нить причастности ведёт от Боброва и Бржезовского, причастность к убийствам которых историк считает несомненной.

## Последствия
Историк В. Г. Хандорин отмечает, что в обстановке военного времени суровая практика военно-полевых судов была оправданной и применялась всегда. Однако при подавлении подобных декабрьскому омскому восстаний нередко их участники становились жертвами самочинных расправ, как стали жертвами офицерского самосуда члены Учредительного собрания, однако даже эти эксцессы в такой обстановке являлись по существу неизбежными. На территориях, контролировавшихся большевиками, подобное происходило гораздо чаще и нередко в более жестоких формах.
В итоге, самосудная расправа с членами Учредительного собрания, несмотря на то, что она произошла вопреки его запоздавшему приказу о невыдаче арестованных из тюрьмы без особого распоряжения, произвела неблагоприятный для Колчака резонанс и создала раскол в рядах антибольшевистских сил на Востоке России, чем не преминули воспользоваться красные, к чьему подполью теперь стало примыкать и подполье эсеро-меньшевистское. Значительная часть эсеров и меньшевиков после на время даже прекратила борьбу с большевиками, считая белогвардейскую диктатуру большей опасностью, чем большевистскую. В одной из эсеровских деклараций говорилось: «В настоящее время наша партия занимает новую позицию — соглашения с Советским правительством… Мы намерены вести борьбу против всех правительств, кроме советского, образовавшихся в пределах России».
В январе 1919 года оплата труда омских и куломзинских рабочих была повышена на четверть. С тех пор в течение года (до произошедших совершенно в иной обстановке Иркутского и Черемховского восстаний) крупных городских восстаний в Сибири больше не было.

## Память
В 1925 году Омске был установлен мемориал жертвам восстания.

### Научные издания
- Плотников И. Ф. Александр Васильевич Колчак. Жизнь и деятельность. Ростов н/Д.: изд-во «Феникс», 1998. — 320 с. ISBN 5-222-00228-4
- В. Г. Хандорин Адмирал Колчак: правда и мифы. Глава «Первые шаги Верховного правителя».
- Новиков П. А. Гражданская война в Восточной Сибири. — М.: ЗАО Центрполиграф, 2005. — 415 с. ISBN 5-9524-1400-1
- Зырянов П. Н. Адмирал Колчак, верховный правитель России. — 4-е изд. — М.: Мол. гвардия, 2012. — С. 419. — 637 [3] с. — (Жизнь замечательных людей; вып. 1356). — ISBN 978-5-235-03375-7
- Борьба за Советы в Омском Прииртышье (июнь 1918 — ноябрь 1919): Колесников А. Вооружённые восстания в Омске. Омск. 1989.
- В камне и бронзе. Петров И. Против кровавого режима. Омск. 1981.
- Восстание омских рабочих против Колчака 22 декабря 1918 г. Н. Колмогоров. Омск. 1957.
- Гибель Сибирского казачьего войска. В. А. Шулдяков. Книга 1: 1917—1920. Москва. 2004.
- Иртышский вертоград: Шинкарёв Л. Забастовки и расстрелы: Куломзинское восстание. Москва. 1998.
- Омские большевики в годы Гражданской войны. М. В. Красных. Омск. 1947.
- Омский историко-краеведческий словарь. П. П. Вибе, А. П. Михеев, Н. М. Пугачева. Москва. 1994.
- Разгром Колчака. С. Г. Черемных. Москва. 1969.
- Сибирь: Вегман В. Восстание омских рабочих против колчаковщины (22 декабря 1918 г.). Новосибирск. 1981.
- Колчак против колчаковщины
- Памятники и памятные места Омска и Омской области. А. Ф. Палашенков. Омск. 1967.

### Периодическая печать
- Газета «Вечерний Омск» 22 декабря 1998. Омск (статья Шевелёва Л. Это тоже часть нашей истории).
- Газета «Омский вестник» 23 января 1992. Омск (Князев В. Жизнь для всех, и смерть за всех: [личный адъютант А. Колчака — об адмирале и декабрьском восстании]).
- Газета «Омский вестник» 28 января 1992. Омск (Князев В. Жизнь для всех, и смерть за всех: [личный адъютант А. Колчака — об адмирале и декабрьском восстании]).
- Газета «Омский вестник» 29 января 1992. Омск (Князев В. Жизнь для всех, и смерть за всех: [личный адъютант А. Колчака — об адмирале и декабрьском восстании]).
- Газета «Омская правда» 21 декабря 1993. Омск (В тот декабрьский день: [воспоминания очевидцев дек. восстания] публикацию подготовил Л. Шевелева).
- Газета «Красный путь» 18 декабря 1998 (№ 56). Омск (Лазуткин В. Братья Зубовы: Куломзино, 1918-й).
- Газета «Третья столица» 26 декабря (№ 49). Омск (Статья Шулдяков В. А. 22 декабря: Самая кровавая страница в истории Омска).